# آسیاب سنگی
آسیاب سنگی، آسیابی است مربوط به دوره قاجار که در ۳۰ کیلومتری جنوب غربی شهر بشرویه واقع شده‌است. این اثر در تاریخ ۲۶ دی ۱۳۸۶ با شمارهٔ ثبت ۲۰۵۷۱ به‌عنوان یکی از آثار ملی ایران به ثبت رسیده است.